# Брак, Виктор
Виктор Герман Брак (нем. Viktor Hermann Brack; 9 ноября 1904, Хаарен, Ахен — 2 июня 1948, Ландсбергская тюрьма или Ландсберг-ам-Лех) — оберфюрер СС, руководящий сотрудник личной канцелярии А. Гитлера. Непосредственно руководил строительством лагерей смерти на территории Польши, а также проведением опытов над людьми и нацистской акции эвтаназии, более известной как «Программа Т-4». Казнён по приговору Нюрнбергского трибунала Армии США.

## Биография
Виктор Брак родился 9 ноября 1904 года в семье врача. По образованию экономист, в 1928 году окончил Мюнхенскую высшую техническую школу. Отец Брака — врач из Гёттингена, мать — поволжская немка из Саратова. В 1921 году семья переезжает в Мюнхен. 1 декабря 1929 года вступил в НСДАП (партийный билет Nr. 173 388). В 1934 году женился на Теа Обер. Отец четырёх детей.
В партии Брак быстро поднимался по карьерной лестнице, благодаря дружбе с Генрихом Гиммлером, у которого некоторое время служил шофёром. Благодаря этому с 1932 года Брак начал работать в Мюнхенском центре НСДАП, более известном как «Коричневый дом». Он был заместителем Ф.Боулера — начальника личной канцелярии Гитлера. После прихода Гитлера к власти переехал в Берлин. Брак сделал стремительную карьеру в СС:
- 1932 — штурмфюрер
- 1933 — штурмгауптфюрер СС
- 1935 — штурмбанфюрер СС
- 1936 — оберштурмбанфюрер СС
- 1937 — штандартенфюрер СС
- 1940 — оберфюрер СС

В 1939 году, когда началась печально известная «Программа Т-4», ответственность за её проведение была положена на профессора Карла Брандта и Филиппа Боулера, который в свою очередь переложил эти обязанности на Виктора Брака. Тем самым именно Виктор Брак фактически руководил этой программой в период с 1939 по 1945 года. В годы войны Брак руководил также уничтожением и проведением экспериментов над евреями, в т. н. «Акция Райнхард». Жертвами Акции Т4 стали около 70 тысяч человек, акции Райнхард около 2 миллионов человек.
В августе 1942 года Брак покидает канцелярию фюрера и вступает в горную дивизию СС «Принц Евгений» в качестве унтерштурмфюрера. В ноябре 1944 года вновь возвращается в канцелярию фюрера.

## Роль в программе эвтаназии Т-4
Летом 1939 года Гитлер дал устный приказ своей канцелярии подготовить проведение так называемой акции Т-4 — массового убийства душевнобольных и ущербных. Канцелярия фюрера уже на тот момент имела опыт организации эвтаназии детей родившихся с пороками развития.
Письменный приказ Гитлера о проведении «милостивой смерти» датирован 1 сентября 1939 года. Письмо называет Карла Брандта и руководителя имперской канцелярии Филиппа Боулера — ответственными за эвтаназию. Боулер перепоручил исполнение этой задачи Браку. Оба пришли к мнению, что к этой программе следует привлечь большее количество психиатров Врачи создали «систему экспертизы», согласно которой определялся выбор относительно каждого конкретного больного. Брак лично участвовал при пробных эвтаназиях.
В январе 1940 года началось широкомасштабное уничтожение больных в газовых камерах Бранденбурга и Графенега. 3 апреля 1940 года Брак в своей речи заявлял, что от 30 до 40 % из 300 000 душевнобольных в нацистской Германии асоциальные или «ненужные обществу» элементы. Несмотря на секретность операции, акцию Т-4 не удалось оставить в секрете, в связи с чем она была приостановлена.
Под названием «нем. Sonderbehandlung 14f13» акция Т-4 осуществлялась до конца марта 1941 года в концлагерях. Виктор Брак являлся связующим звеном между Гиммлером и осуществляющими эвтаназию организациями.

## Операция «Рейнхард»
24 август 1941 года осуществление акции Т-4 было приостановлено по приказу Гитлера. В действительности уничтожение ущербных происходило путём передозировки лекарственных препаратов. Эта вторая стадия эвтаназии известна как «Операция Брандта».
По всей видимости около 100 членов персонала акции Т-4 принимало участие летом 1942 года в «операции Рейнхард» (уничтожение польских евреев) в Польше, которая проводилась схожими с акцией Т-4 методами.

## Опыты по рентгеновской стерилизации
Уже 28 марта 1941 года Брак передал Гиммлеру «Доклад о эксперименте рентгеновской кастрации». В этой записке Брак приходил к выводу, что невидимость рентгеновских лучей позволяет производить массовую стерилизацию. В июле 1942 года Гиммлер разрешил проводить опыты по стерилизации в концлагере Аушвиц. Осенью 1942 года врач Хорст Шуман, ранее принимавший участие в акции Т-4, начал эксперименты по рентгенстерилизации в женском лагере Биркенау.

## Нюрнбергский процесс над врачами

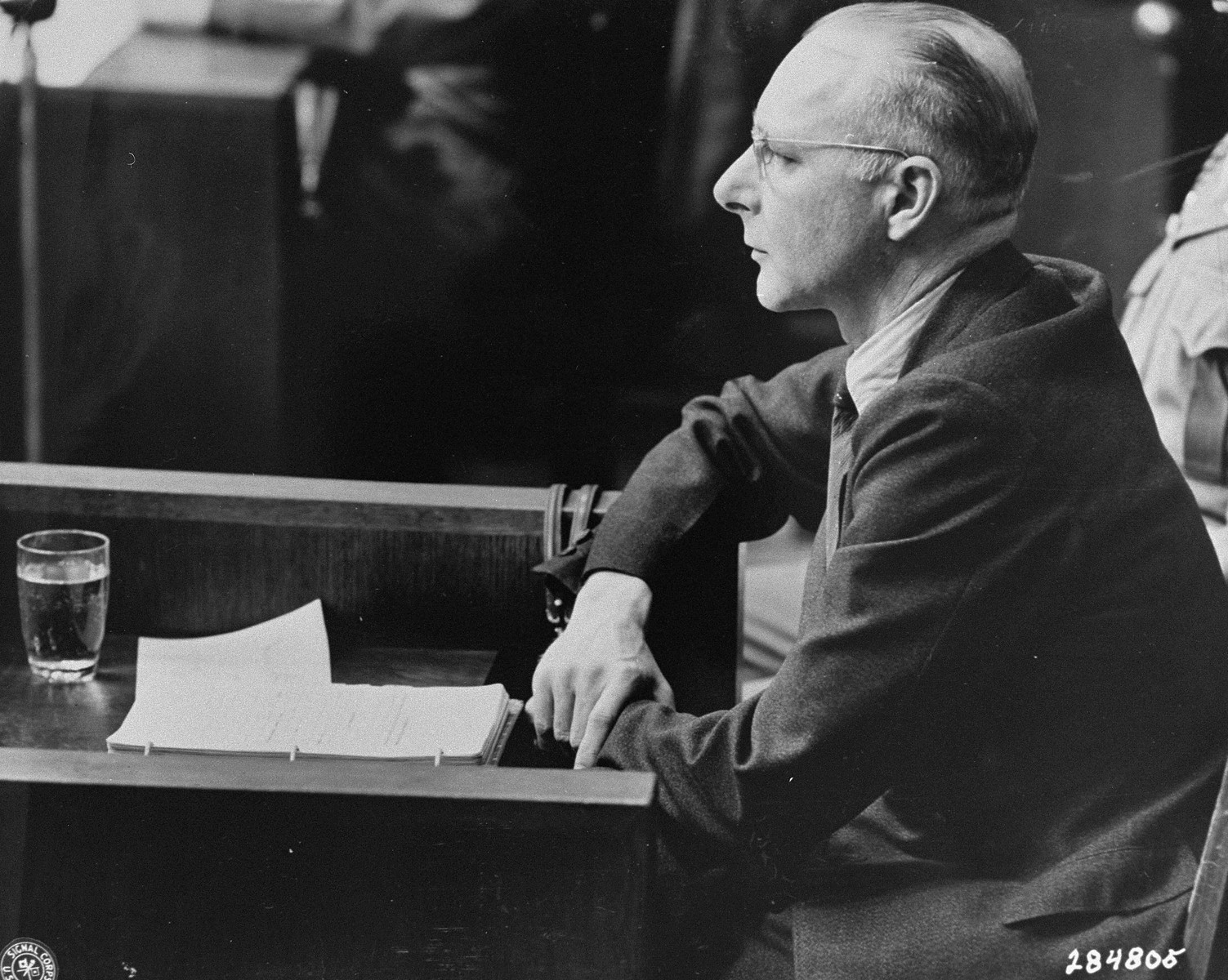
Виктор Брак на Нюрнбергском процессе над врачами

Нюрнбергский процесс над врачами проходил с 9 декабря 1946 до 20 августа 1947 года. Виктор Герман Брак был одним из главных обвиняемых на нём, так как непосредственно руководил проведением акций эвтаназии и опытов над людьми. Брак был обвинён в особой ответственности и участии в преступлениях. 20 августа 1947 года Брак был признан виновным в военных преступлениях, преступлениях против человечности и участии в преступных организациях и приговорён к смерти. 2 июня 1948 года он был повешен в тюрьме Ландсберга-на-Лехе в числе 7 осужденных. От исповеди и последнего слова отказался.